# كرة بلوخ

كرة بلوخ

في الميكانيكا الكميّة، كرة بلوخ بالإنجليزية (Bloch sphere)، بالألمانية (Bloch Kugel) هي التمثيل الهندسي للحالة المستقرة والطبيعية للمستوى الثاني لنظام الميكانيكا الكميّة، وتم تسميها بهذا الاسم (كرة بلوخ) تيمناً بالفيزيائي فيلكس بلوخ. بالتبادل، فإنها حالة الفضاء الساكن لـ 1 كيوبت كميّة مسجلة. كرة بلوخ في الحقيقة و(على نحو هندسي) عبارة عن جسيم كروي والتطابق بين العناصر لهذه الكرة وحالة الاستقرار من الممكن تأمينه وبشكل واضح. عموماً، كرة بلوخ من الممكن أن يقصد بها التشابه بين فضاء (مرحلة الإن) (n-level) في نظام الكميّة.
الميكانيكا الكميّة مصاغة رياضياً في فضاء هيلبرت أو فضاء هيلبرت الإسقاطي. الفضاء للحالات المستقرة لنظام الكميّة قد أُعطي بواسطة الأشعة في فضاء هيلبرت (الـ «النقاط» في فضاء هيلبرت الإسقاطي). فضاء الأشعة في أي فضاء فيكتور هو فضاء إسقاطي، وعلى نحوٍ هام، فإن فضاء الأشعة في بُعدان لفضاء هيلبرت هو الخط الإسقاطي المعقّد، والذي هو متماثل لكرة. كل زوج مضاد لنقاط الجهة المقابلة في كرة بلوخ يتوافق بشكل متبادل لزوج حصري لحالة الذرة، أي، دوران للأعلى ودوران للأسفل لتجربة ستيرن جارليخ ويُكيّفُها على طول محور خاص في الفضاء المادي.
الطبيعة القياسية على كرة بلوخ هي الدراسة القياسية لفوبايني.